# Meerlaags composietmateriaal
Meerlaags composietmateriaal (Engels: Multi Layer Composite) of kortweg MLC is een constructiemateriaal bestaand uit verschillende, onderling verlijmde lagen.

## Buismateriaal
MLC-buizen, vooral voor waterleiding, bestaan meestal uit in totaal vijf lagen: een binnenbuis en een buitenbuis van polyetheen (HDPE of PE-RT) met daartussen een aluminiumbuis, onderling verbonden met lijmlagen. De verschillende materialen combineren gunstige eigenschappen: het aluminium is bestand tegen (langdurige) hoge druk, het polyetheen is corrosiebestendig en glad.